# Elwala
Elwala là một thị trấn thuộc huyện Mysore, bang Karnataka, Ấn Độ.